# Louis Aurin
 (septembre 2024).
Louis Aurin est un homme politique français né le 19 juin 1899 à Condom (Gers) et décédé le 5 juillet 1987 à Agen (Lot-et-Garonne).

## Biographie
Ouvrier électricien et agent des PTT, syndicaliste unitaire, il est élu député de l'Indre en 1928 sous l'investiture communiste, mais son élection est contestée par la direction nationale du PCF qui lui reproche de s'être entendu au second tour avec les socialistes. Il démissionne aussitôt de son mandat de député.
Il s'éloigne du PCF après la signature du pacte germano-soviétique. Malgré cela, il est emprisonné au début de la guerre. À la Libération, le PCF et la CGT l'excluent ; il devient alors responsable de la confédération Force ouvrière.